# 劉矇
劉矇（?—?），又作刘胜、刘蒙，刘宋官员。
宋孝武帝大明七年（463年）三月丙申，甘露降寻阳松滋，寻阳郡太守刘矇上奏。左丞刘矇弹劾青州刺史刘道隆失火烧府库，刘道隆免官。刘子业在位时，廷尉劉矇之妾孕临月，刘子业把她迎入后宫，希望生个男孩，想要立爲太子。景和元年（465年）十一月丁未，少府劉矇之子生，刘子业把他作为皇子。大赦天下，赃污淫盗，全部宽赦，赐为父后者爵一级。